# Beaulieu (rivier)
De Beaulieu River is een kleine rivier in het zuid-Engelse Hampshire die ontspringt in het New Forest en uitmondt in de Solent.
De 18 km lange rivier ontspringt in het centrum van het New Forest en loopt door het plaatsje Beaulieu voordat ze -al kronkelend- uitkomt in het westelijke deel van de Solent.
Vanaf het plaatsje Beaulieu wordt de laatste 6 km van het riviertje een getijdenrivier met eb en vloed. Een jachthaven net ten zuiden van Beaulieu biedt een zeer beschutte haven voor jachten.
Naast deze jachthaven ligt een historische nederzetting rond een oude scheepswerf. Deze werd wordt als museum in originele staat behouden. In het verleden werden hier zowel koopvaardij- als marineschepen van hout gebouwd.
Een bijzonderheid van de rivier is dat de gehele rivier en haar oevers privé-eigendom is van Lord Montagu of Beaulieu.

## Foto's

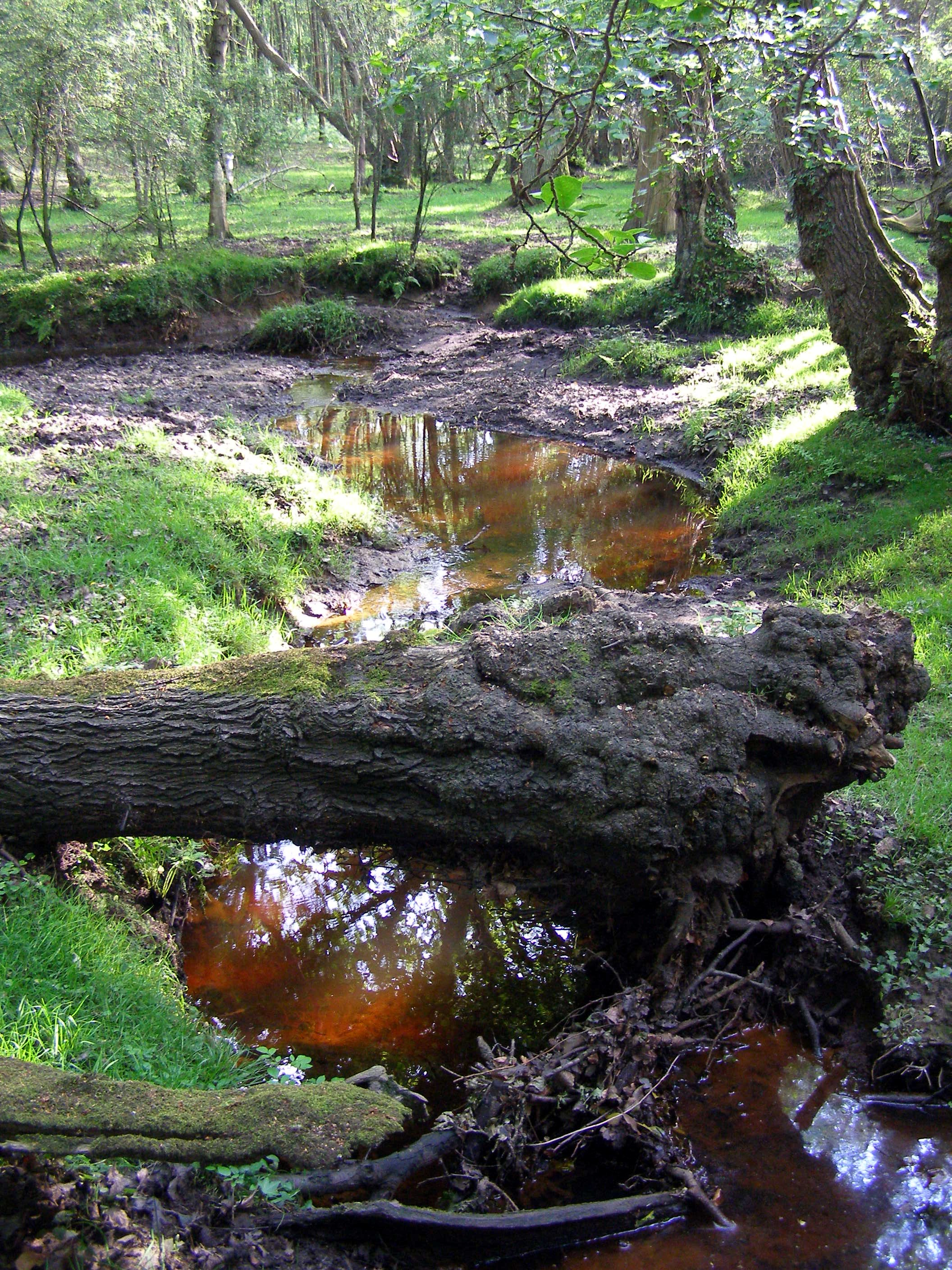
De beginnende rivier ten noorden van Dunces Arch
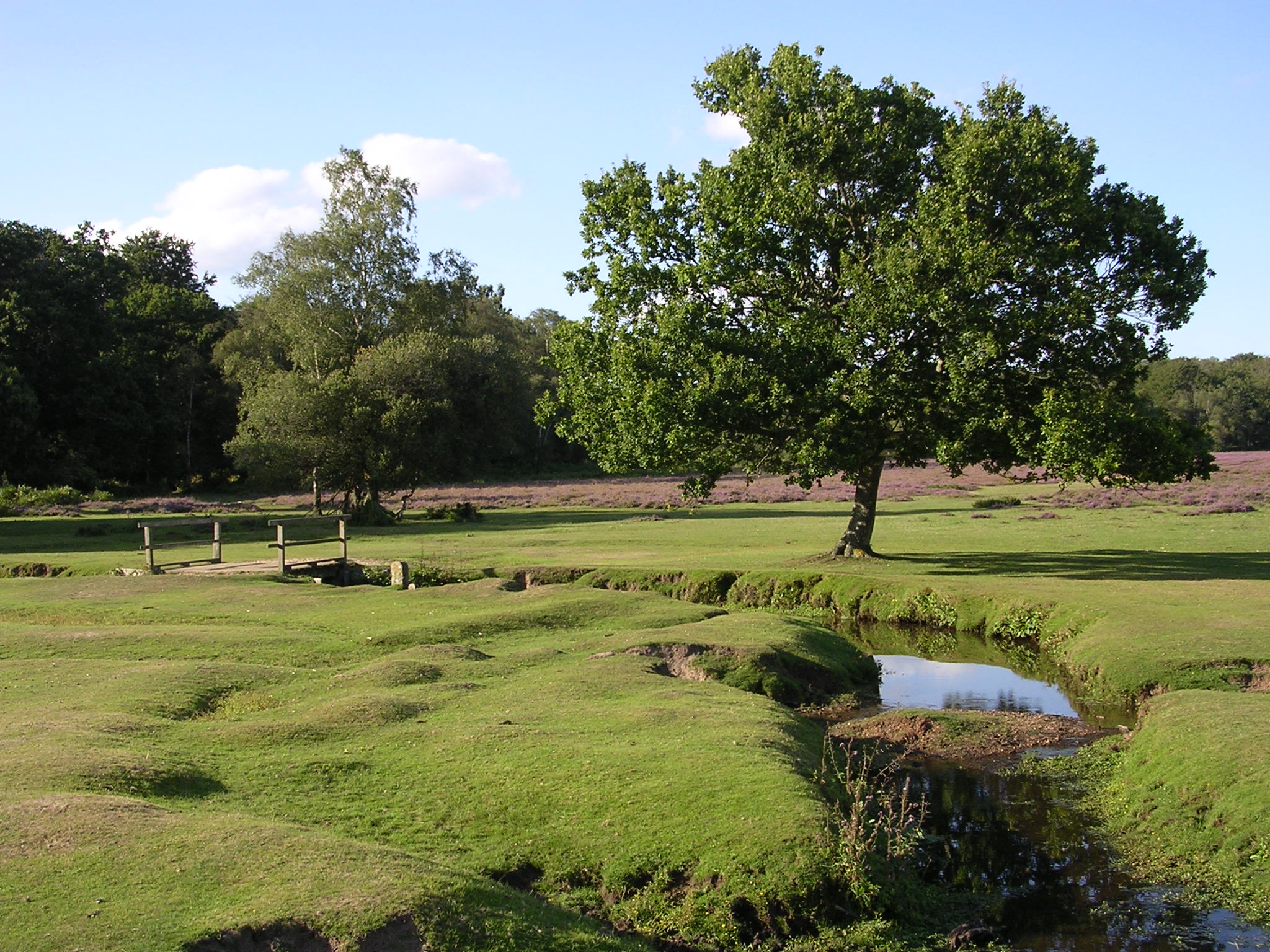
De rivier bij Longwater Lawn
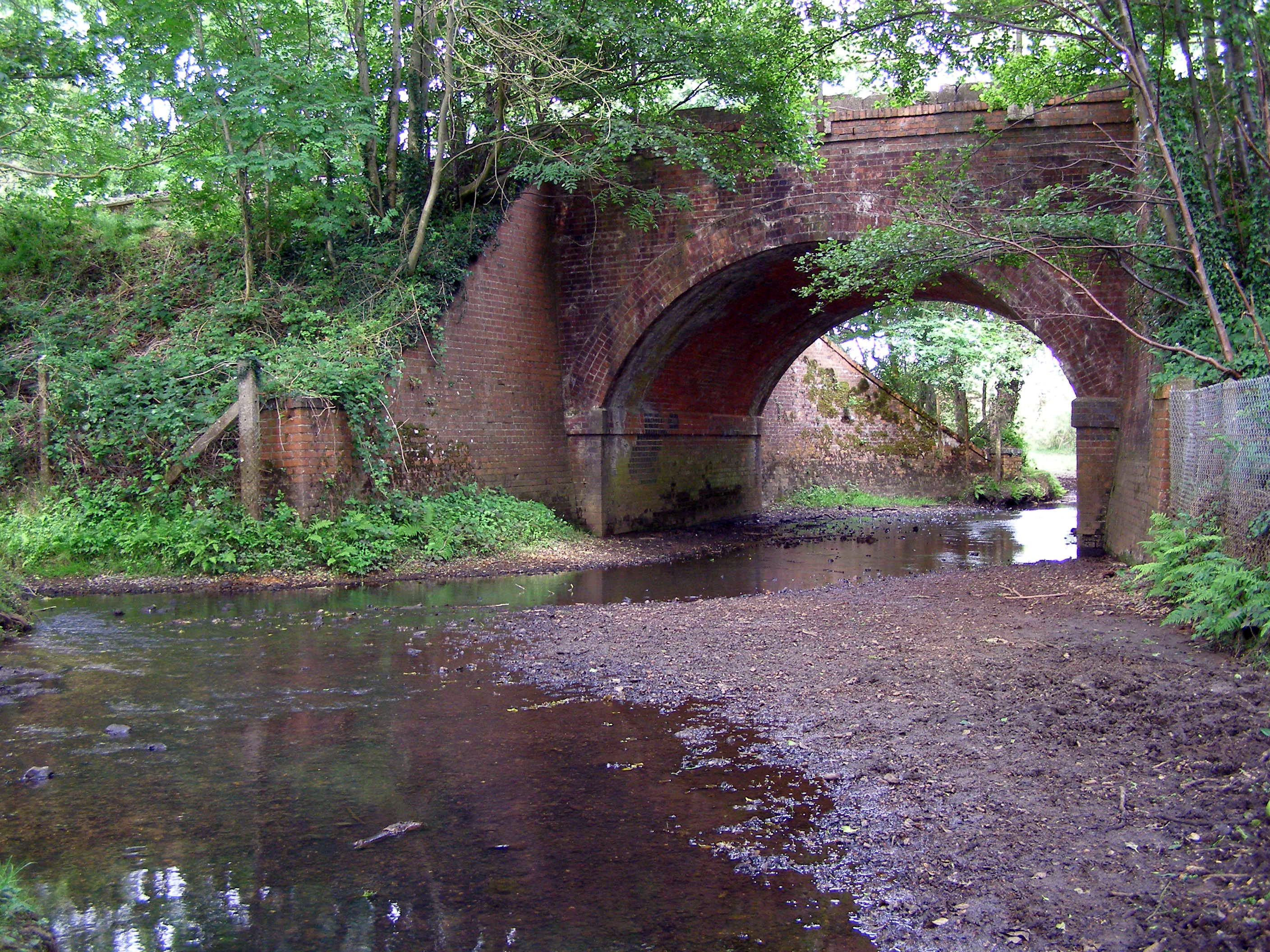
De rivier stroomt onder de spoorlijn door
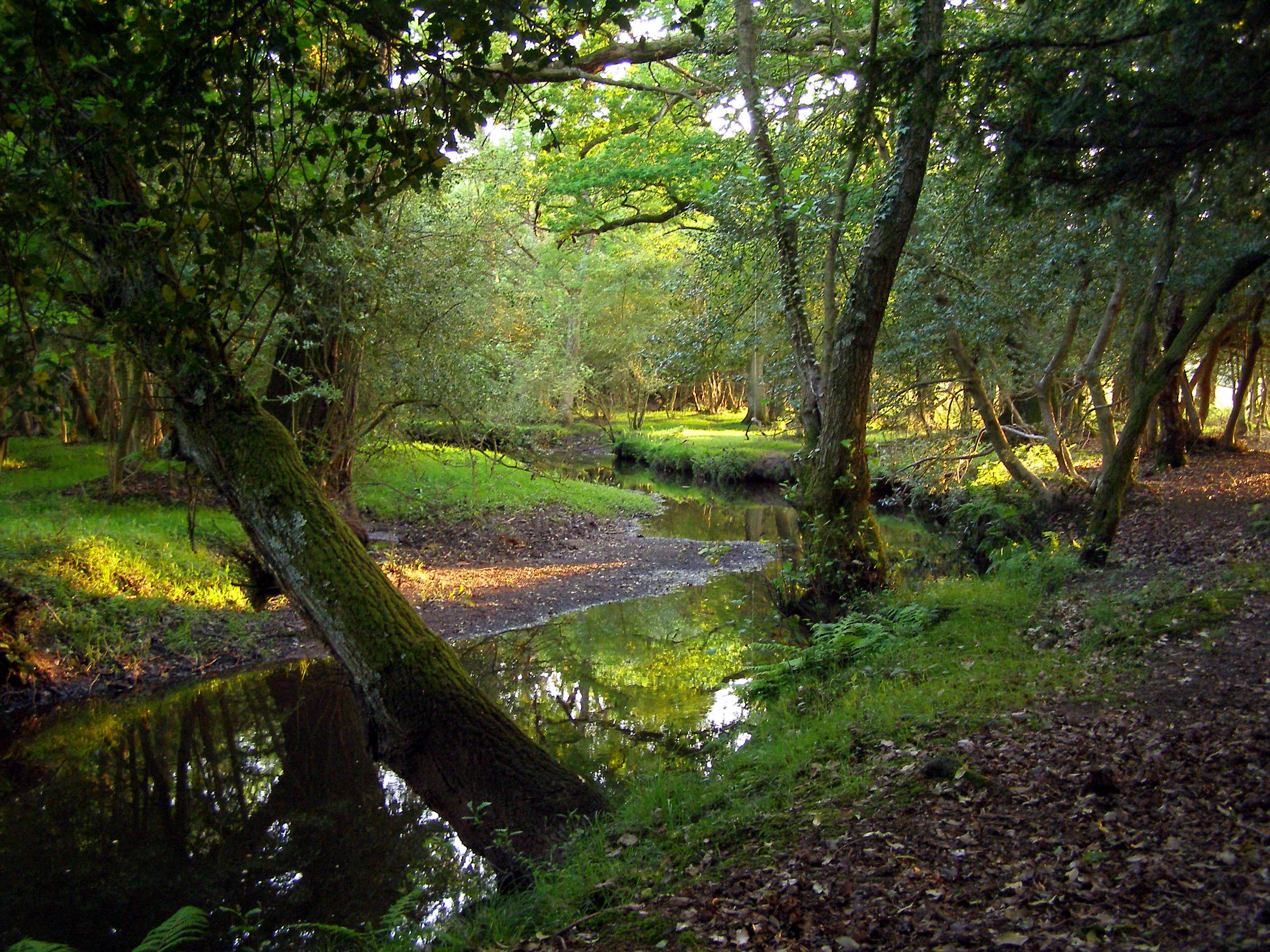
Bocht in de rivier bij Pottern Ford
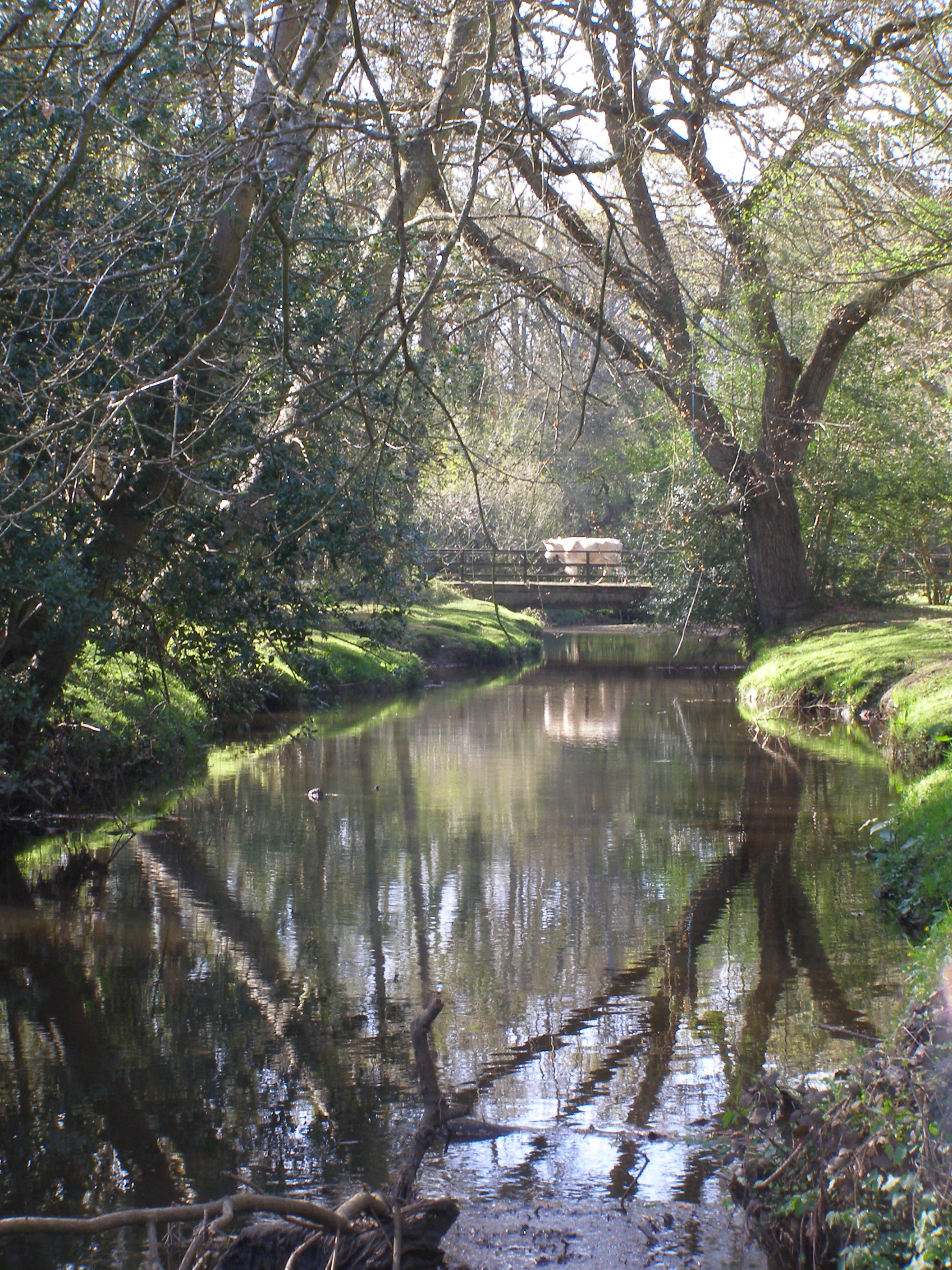
De rivier ten zuiden van Ipley Brug
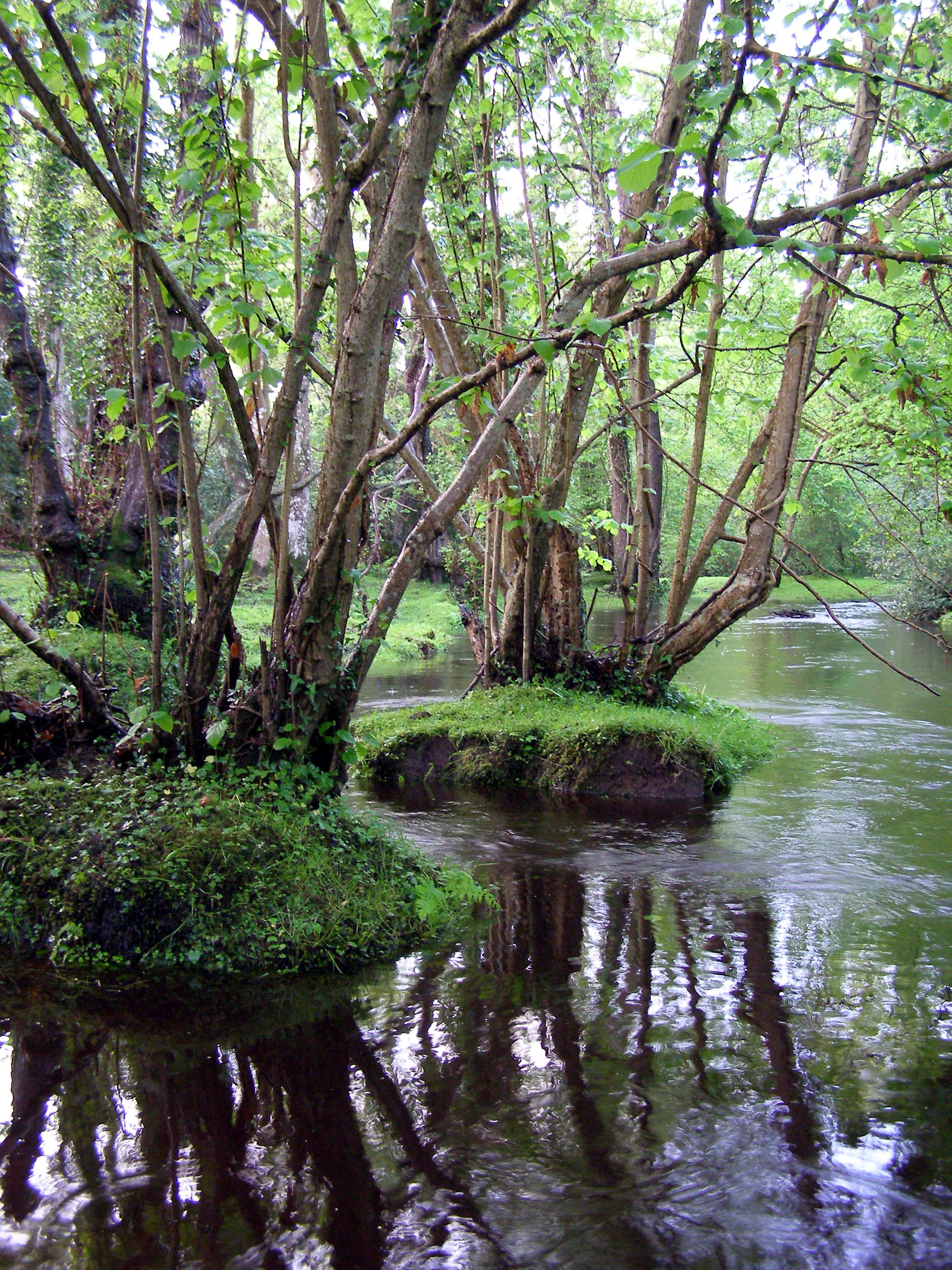
Ten Noorden van Fawley Ford
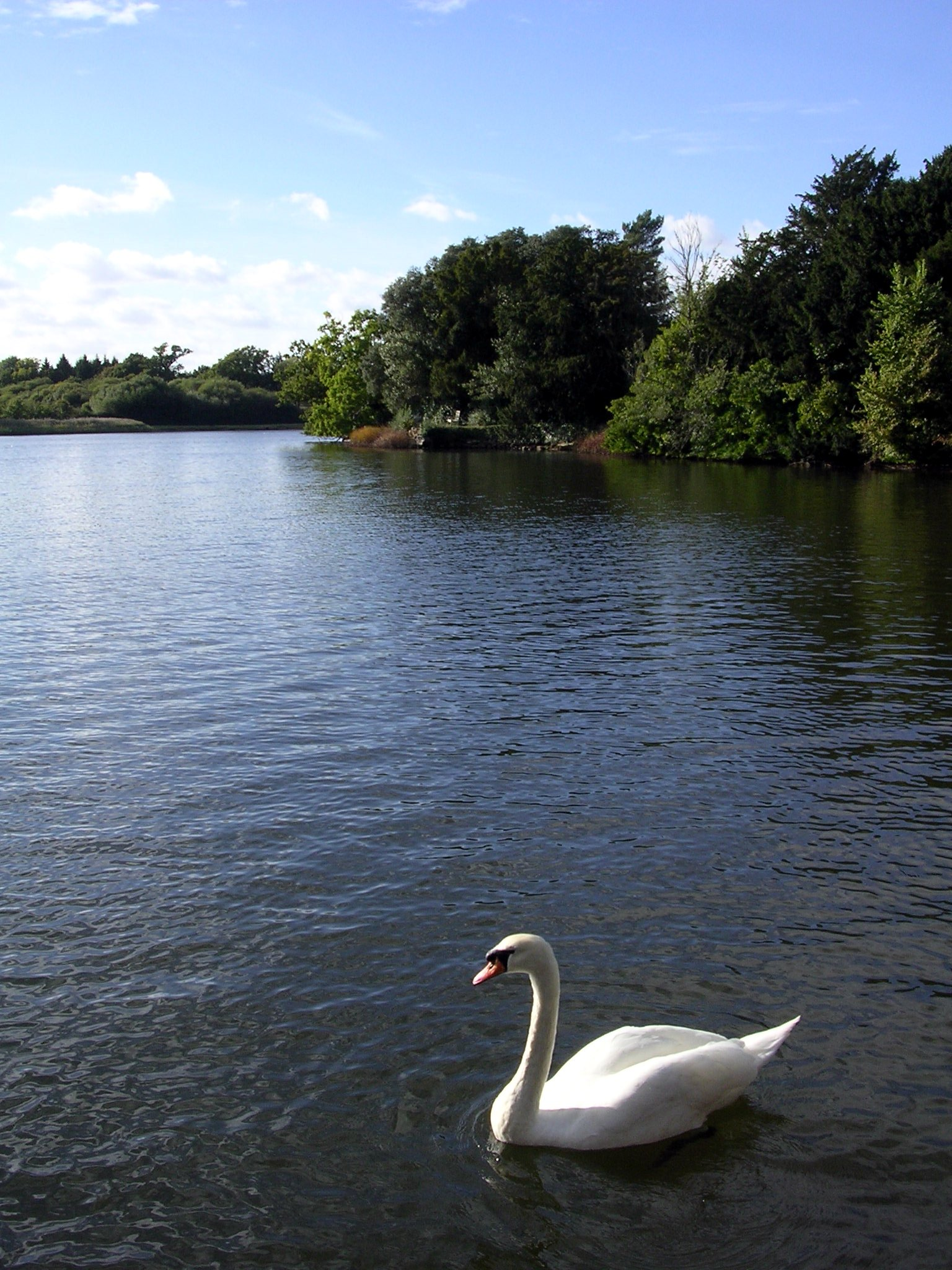
De oude dam van de getijdenmolen bij Beaulieu
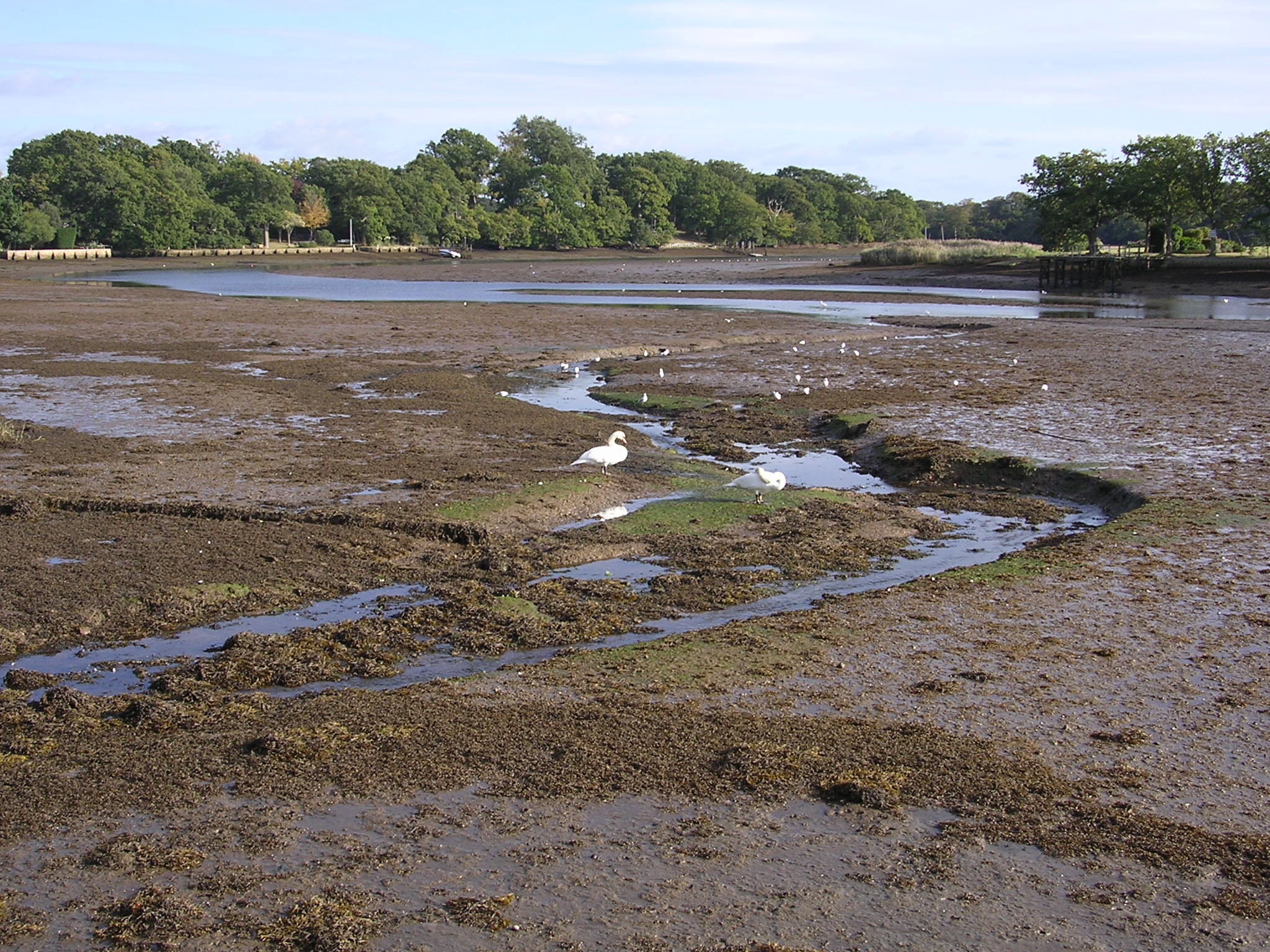
De uiterste grens van de getijde-invloed
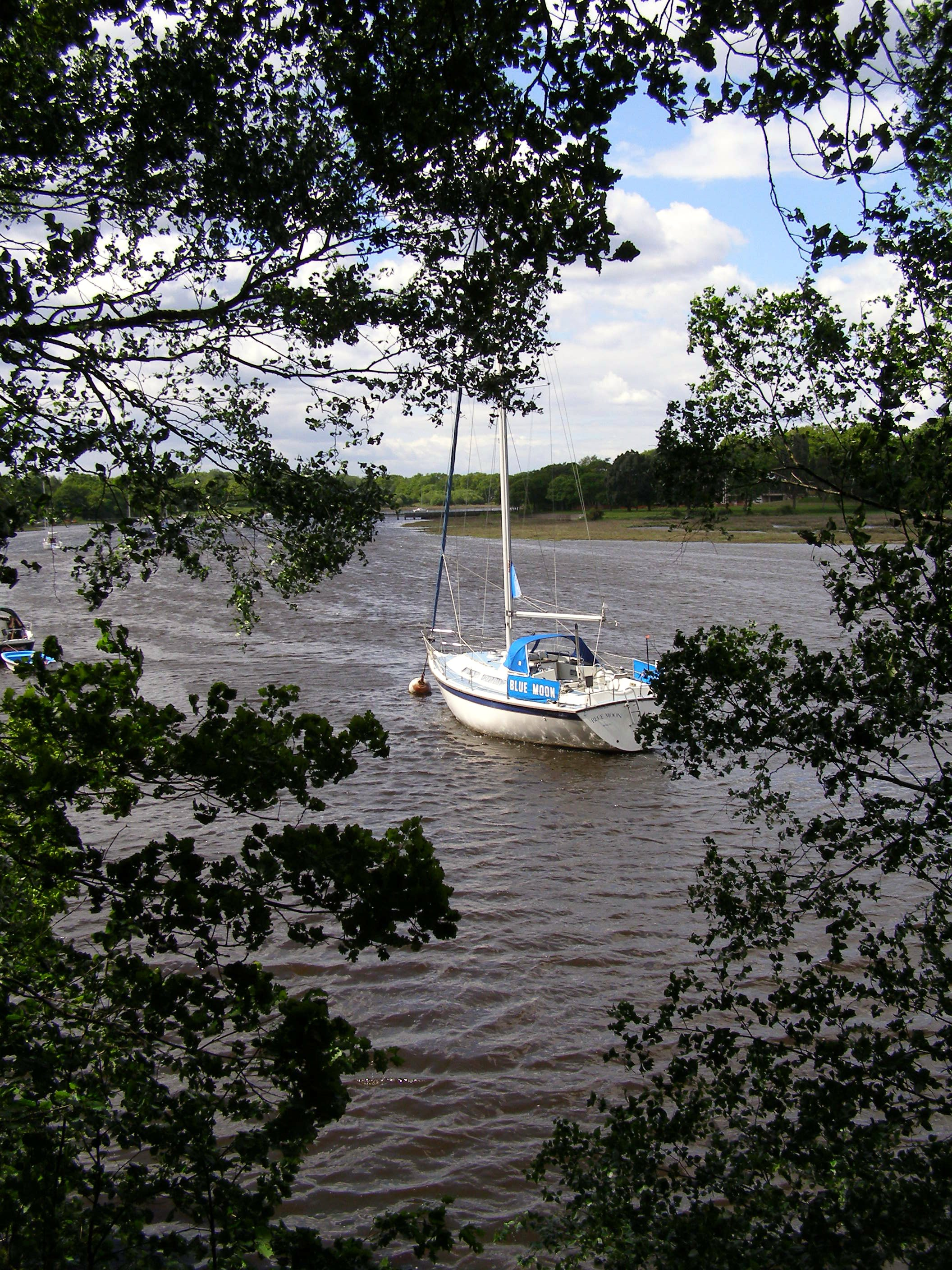
De rivier tussen Beaulieu en de oude scheepswerf:Bucklers Hard
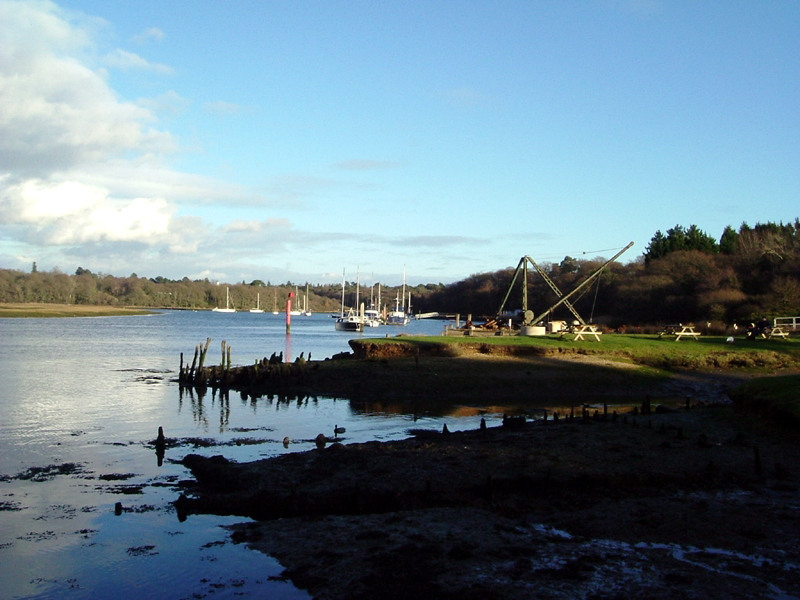
De rivier bij Buckler's Hard
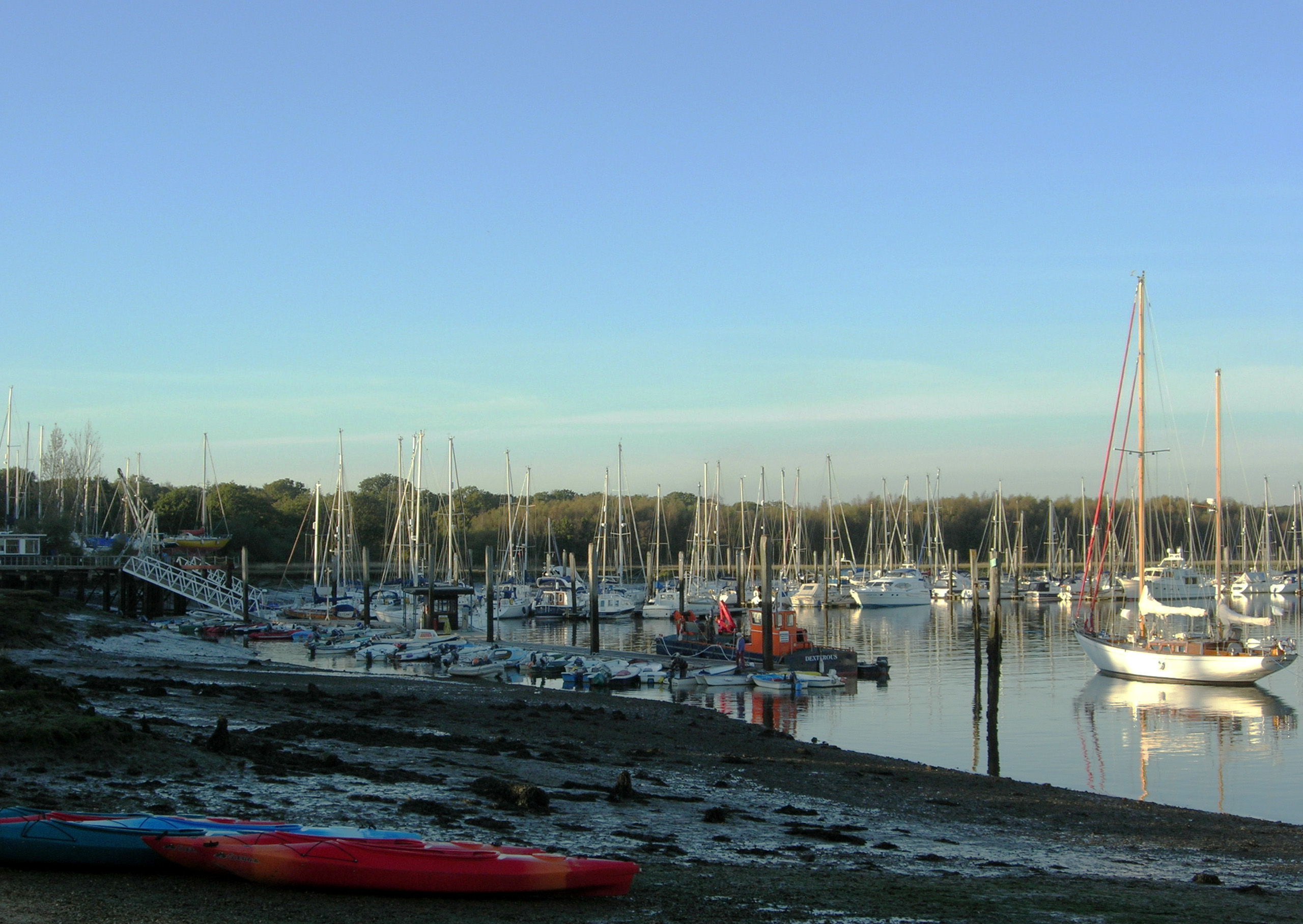
De jachthaven bij Buckler's Hard
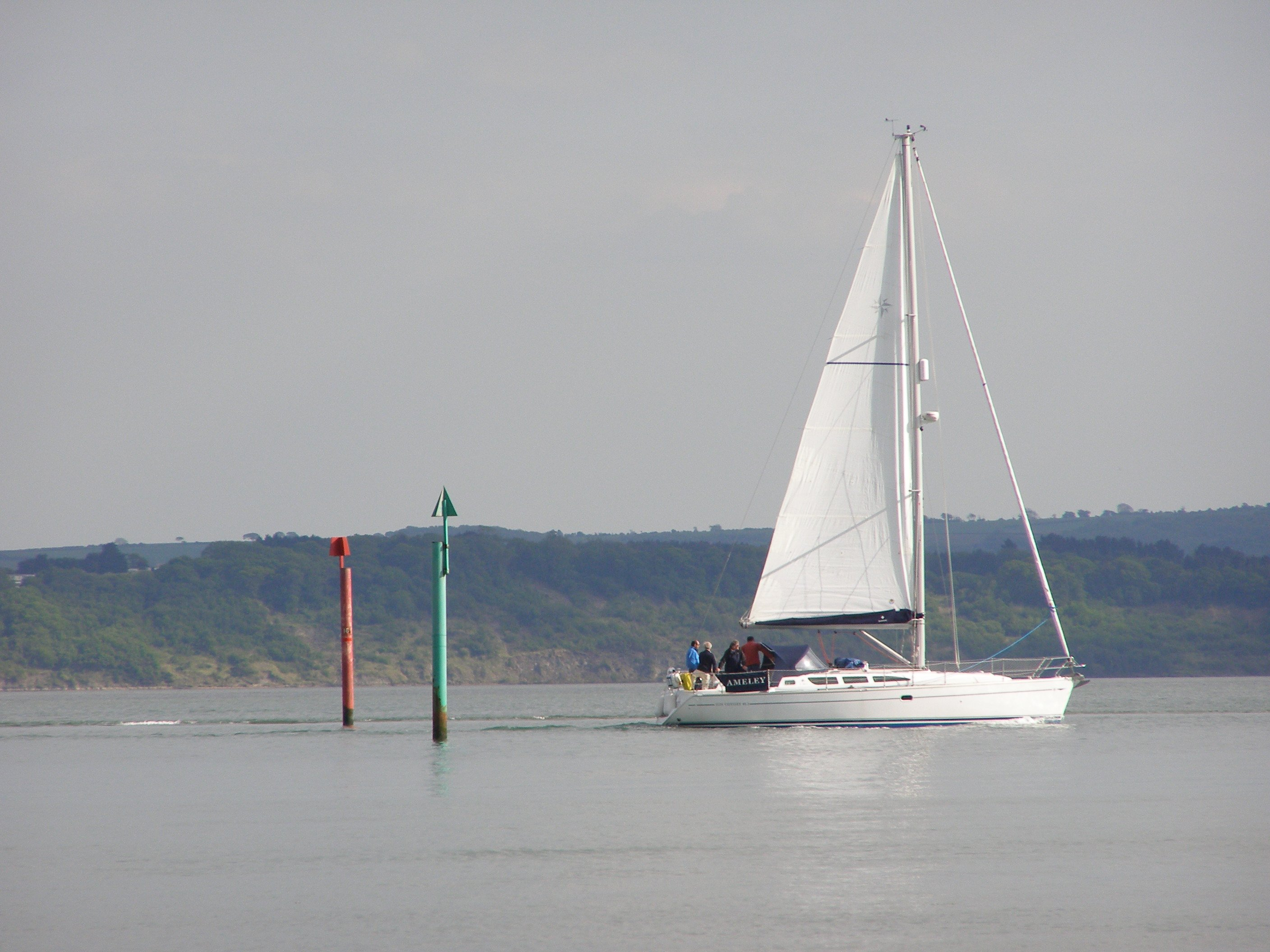
Een jacht loopt de rivier aan vanaf de Solent
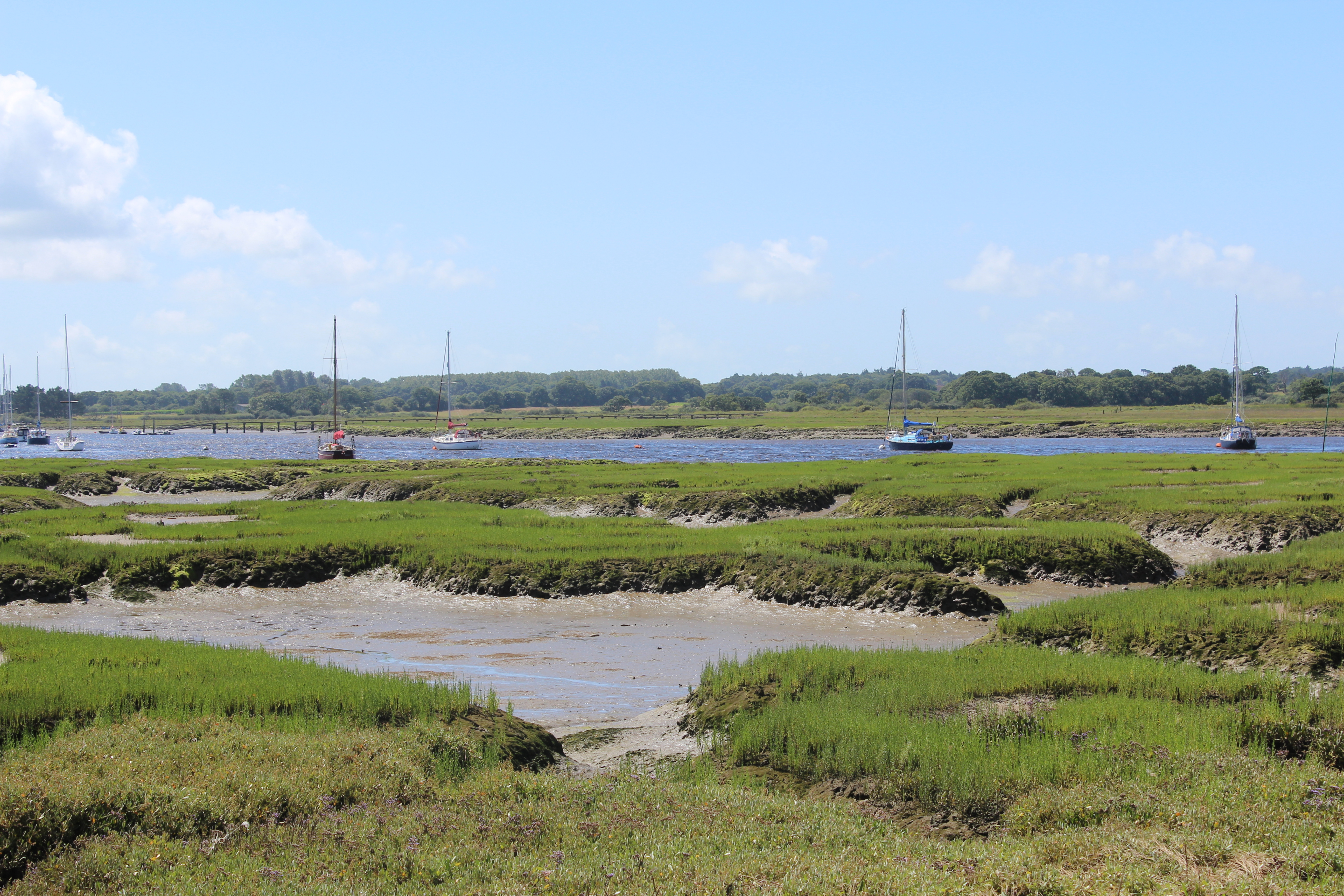
Wad bij de Exbury Gardens

- Library of Congress Control Number: sh95005288
- Nationale Bibliotheek van Israël: 987007551674105171
- Virtual International Authority File: 315527977